# Wolfram Sievers

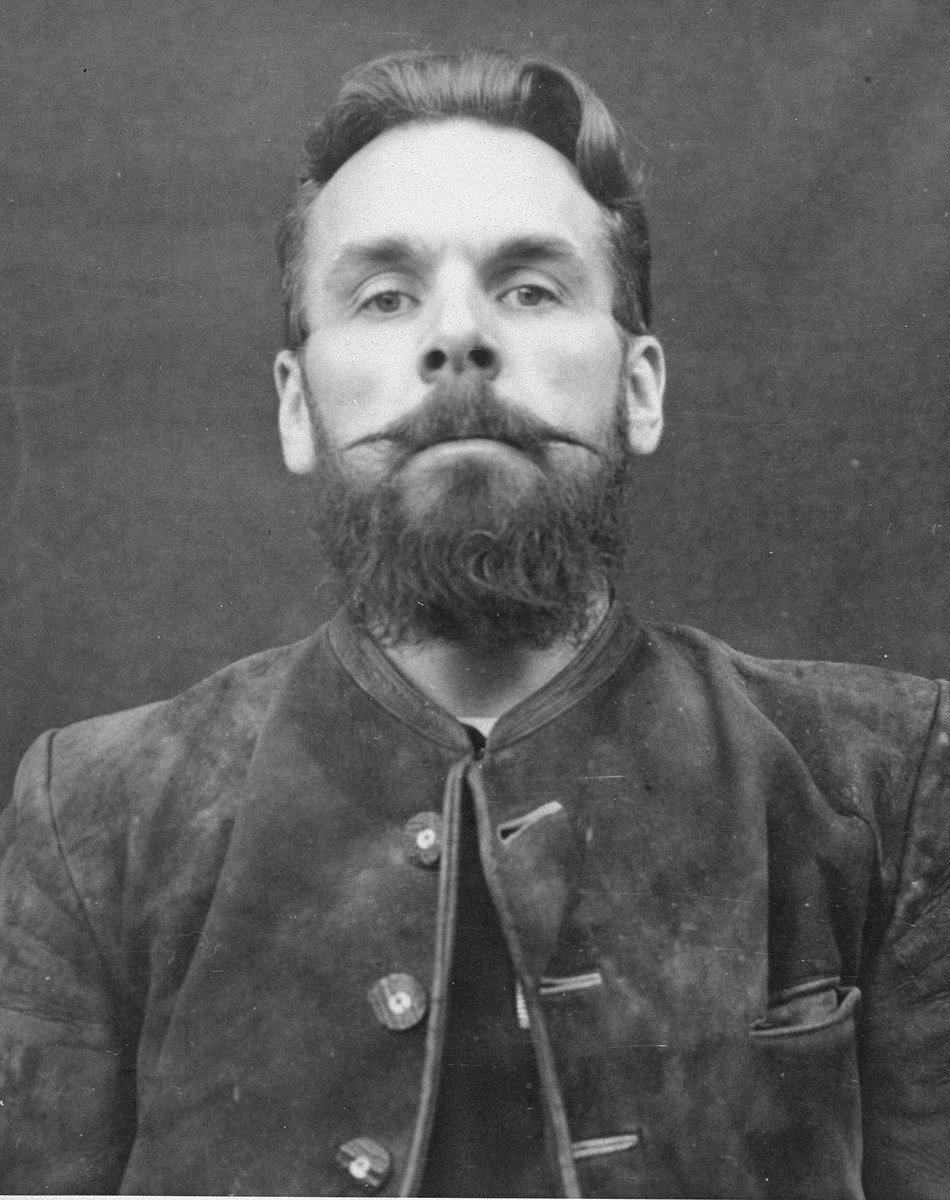
Wolfram Sievers in der Zeit des Nürnberger Ärzteprozesses, 1946 oder 1947

Wolfram Heinrich Friedrich Sievers (* 10. Juli 1905 in Hildesheim; † 2. Juni 1948 in Landsberg am Lech) war Geschäftsführer der nationalsozialistischen Forschungsgemeinschaft Deutsches Ahnenerbe.

## Leben
Geboren als Sohn eines evangelischen Kirchenmusikers, besuchte Wolfram Sievers bis 1922 das Gymnasium Andreanum in Hildesheim. Um einem Schulverweis wegen seiner völkischen Gesinnung zuvorzukommen, verließ er vorzeitig (in der Obersekunda) die Schule. Im Anschluss erlernte er den Beruf des Buchhändlers. In die NSDAP trat er 1929 ein (Mitgliedsnummer 114.983) und machte dort schnell Karriere. Ob er als Mitglied der rechten Dissidentengruppe um Friedrich Hielscher Widerstand gegen den Nationalsozialismus geleistet hat, ist umstritten. Ebenfalls 1929 wurde Sievers, der seit 1928 an der Universität Stuttgart Gasthörer war, Mitglied im NS-Studentenbund. 1932 wurde er wissenschaftlicher Sekretär von Herman Wirth. Nachdem ihn Wirth aus wirtschaftlichen Gründen entlassen musste, war er vom 15. April 1933 bis 1. Oktober 1933 Mitglied der Geschäftsleitung des Verlages J.J. Weber und leitete als solcher u. a. die auflagenstarke Illustrirte Zeitung. Anschließend folgten Stationen bei den Verlagen Franz Eher Nachf. GmbH und F. Bruckmann AG. Ab dem 1. Juli 1935 begann seine Tätigkeit für das „Ahnenerbe“. Sievers, der an der TH Stuttgart die Fächer Geschichte, Philosophie und Religionswissenschaft belegte, trat 1933 aus der Kirche aus. Am 9. November 1935 trat er in die SS ein, in der er den Rang eines Standartenführers einnahm (SS-Nummer 275.325).
Seit der Gründung der „Studiengesellschaft für Geistesurgeschichte ‚Deutsches Ahnenerbe‘“ am 1. Juli 1935 fungierte Sievers als Generalsekretär. Nach einer Satzungsänderung im Jahr 1937 wurde der Verein in „Das Ahnenerbe e. V.“ umbenannt. Sievers’ Position war von nun an die eines „Reichsgeschäftsführers“. Zudem wurde er Vorsitzender der Vereinigung der Freunde germanischer Vorgeschichte und Mitglied des Freundeskreises Reichsführer SS.
Während des Zweiten Weltkriegs war Sievers zunächst Generaltreuhänder für die „Sicherung deutschen Kulturguts“ in den angegliederten Ostgebieten, eine euphemistische Umschreibung des organisierten Kulturgutraubs, den er mit Hilfe verschiedener Wissenschaftler des SS-Ahnenerbes koordinierte. Seit 1942 gehörte Sievers dem Beirat des Entomologischen Instituts des Ahnenerbes im KZ Dachau an. 1943 wurde er stellvertretender Leiter des Beirats des Reichsforschungsrates. In diesen Funktionen war er einer der Verantwortlichen für die Menschenversuche und KZ-Morde. Sein Persönlicher Referent war der SS-Obersturmführer Wolf-Dietrich Wolff [* 1913; nach 1945 Abteilungsleiter für Datenverarbeitung einer Schokoladenfirma in Hannover], der Lost für tödliche Giftgasversuche in Natzweiler beschaffte und die Überführung von Häftlingen von Auschwitz nach Natzweiler organisierte sowie Blausäure zur Ermordung und Entfleischungsmaschinen zur Bearbeitung der Mordopfer und zum Aufbau einer Skelettsammlung besorgte.
Nach dem Zweiten Weltkrieg wurde Sievers im Nürnberger Ärzteprozess im Zusammenhang mit tödlichen Menschenversuchen angeklagt, am 20. August 1947 als Kriegsverbrecher zum Tode verurteilt und am 2. Juni des folgenden Jahres im Kriegsverbrechergefängnis Landsberg hingerichtet. Sein Verteidiger war Joseph Weisgerber.

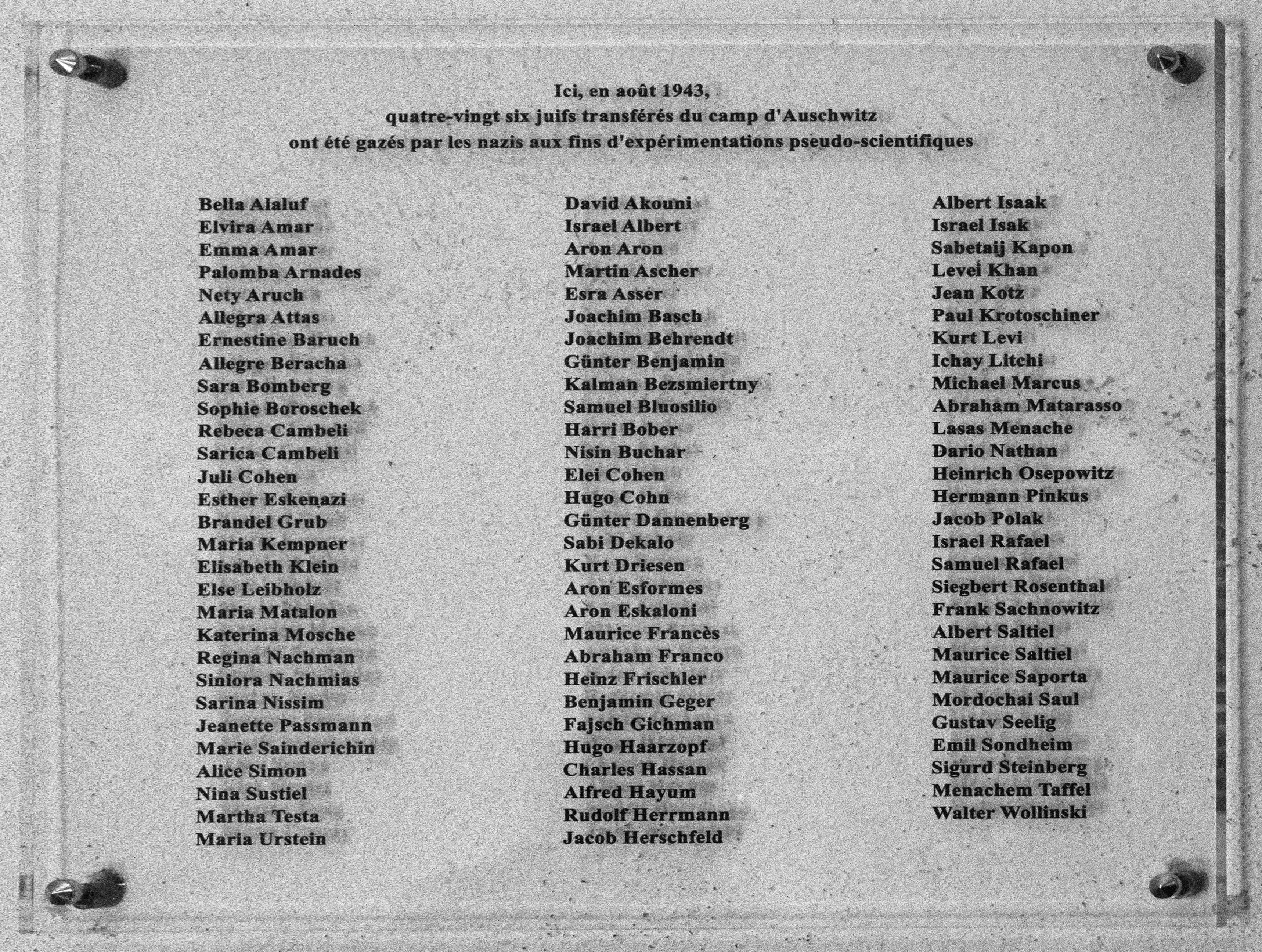
Gedenkplakette mit 86 Namen von Ermordeten

Die Zeugenaussage von Sievers in den ersten Nürnberger Prozessen war einer der wichtigsten Anstöße zum Nürnberger Ärzteprozess. Er wurde dort von Henri Henripierre, einem Assistenten des Anatomie-Professors August Hirt an der Reichsuniversität Straßburg, belastet. Henripierre sagte aus, dass Wolfram Sievers den Befehl erteilt hatte, 112 jüdische Häftlinge im KZ Natzweiler-Struthof zu ermorden, um ihre Skelette als „Straßburger Schädelsammlung“ ausstellen zu lassen. Den Aussagen Henripierres und den Forschungsarbeiten von Hans-Joachim Lang ist es zu verdanken, dass die Opfer und ihre Lebensläufe Jahrzehnte später identifiziert werden konnten.